# Auma
Auma war eine Stadt im thüringischen Landkreis Greiz. Am 1. Dezember 2011 wurde sie ein Teil der Landgemeinde Stadt Auma-Weidatal.

## Geographie
Auma liegt im Thüringer Schiefergebirge am Fluss Auma. Flussabwärts bei Weida entstand 1936 die Aumatalsperre zur Energieerzeugung, Brauchwasserversorgung und heute auch der Freizeiterholung. Auma liegt etwa 20 km südwestlich von Gera. Die höchste Erhebung in der Nähe ist der Lerchenberg mit 447,5 m.
Angrenzende Gemeinden sind die Stadt Zeulenroda-Triebes im Landkreis Greiz sowie Dittersdorf, Tegau, Tömmelsdorf und die Stadt Triptis im Saale-Orla-Kreis.
Die ehemalige Stadt gliederte sich in die Stadtteile Auma, Gütterlitz, Krölpa, Muntscha, Untendorf, Wenigenauma und Zickra.

## Geschichte
Wahrscheinlich geht Auma auf eine slawische Besiedlung des 8./9. Jahrhunderts zurück. In Auma kreuzte die alte Regensburger Straße das gleichnamige Flüsschen. Dieser Übergang war auch noch für die Wege aus Neustadt an der Orla Richtung Vogtland und Böhmen interessant. Mit einer Burg sicherte und kontrollierte man diesen Übergang – nachweislich ab dem 13. Jahrhundert. 1248 erwähnte man einen Albert von Auma. Die Burg gehörte den Grafen von Arnshaugk. Später erbte sie der Thüringer Landgraf, was 1328 bestätigt wurde. Von der Burg sind keine sichtbaren Reste vorhanden. Von den Nebengebäuden wurde Material für Bauten weiter verwendet.
- In Auma gab es mehrere Mühlen:
- Die Eisenschmidtmühle wurde erstmals 1518 urkundlich erwähnt. Erben sorgen sich seit der Wende um die Mühle.
- Die Mittelsmühle wurde 1722 errichtet. Das verfallene Gebäude wurde um 1980 abgerissen.
- Die Kesselsmühle ist 1705 erstmals urkundlich genannt worden. Das Mühlenhaus wurde Ausflugsgaststätte mit Badebetrieb. In der DDR war das Anwesen Erholungsheim für Kinder. 1995 wurde es Kinder- und Jugendheim.
- Die Teichmühle, sie wurde bereits 1328 erstmals urkundlich erwähnt. Sie wurde wegen Baufälligkeit abgerissen.[3]

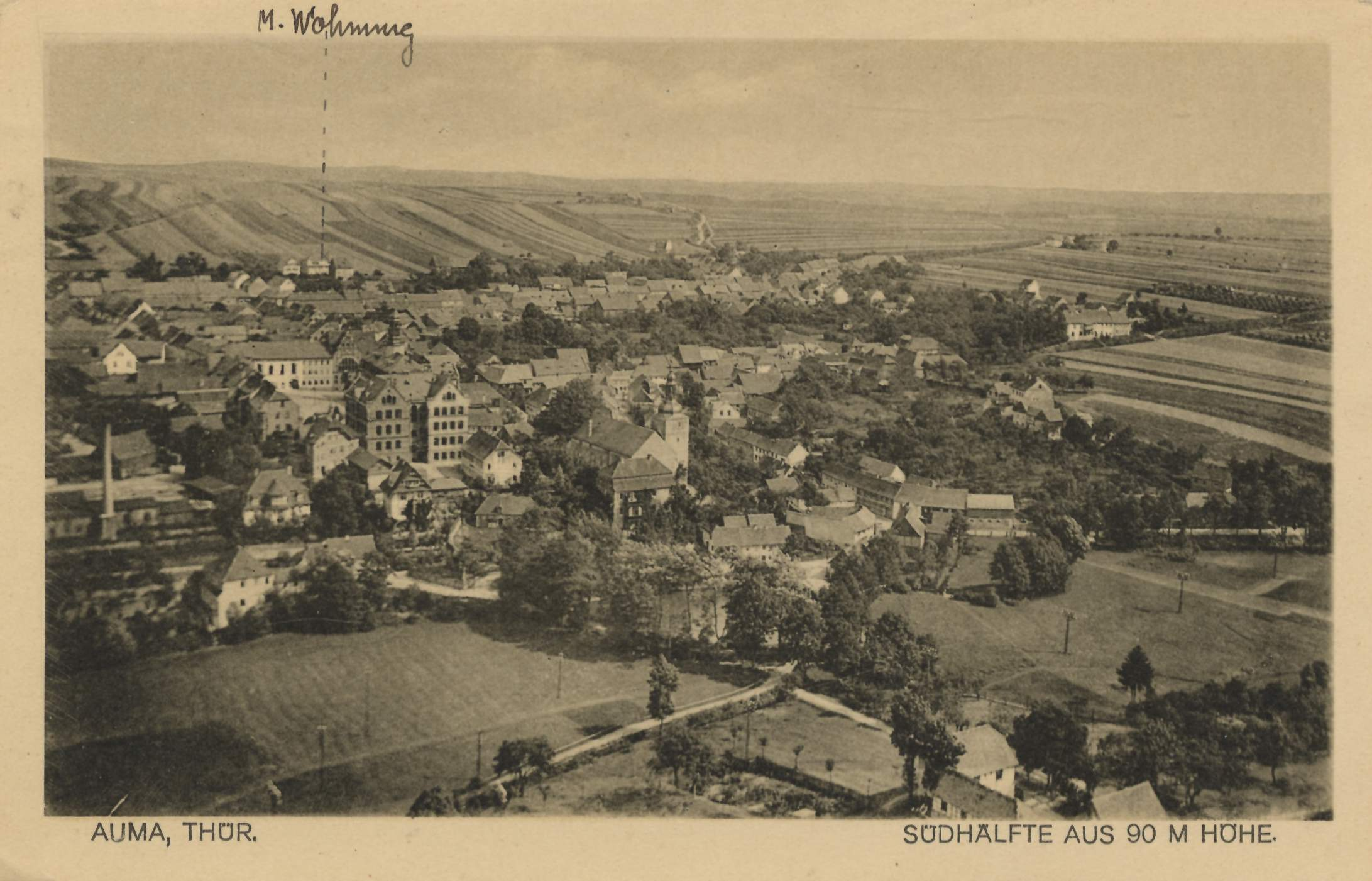
Flugaufnahme von Auma

Auma wurde urkundlich am 24. September 1237 erwähnt, als Stadt erstmals 1331. Die Reußen von Plauen belehnte man danach mit der Herrschaft. Durch die Leipziger Teilung 1485 übernahm die ernestinische Linie der Wettiner Burg und Ort. Als Teil des Amts Arnshaugk kam Auma ab 1576 schrittweise unter die Verwaltung des albertinischen Kurfürstentums Sachsen.
1641 wurde der Bauerngeneral Georg Kresse in Auma erschossen. 1790 vernichtete der größte bekannte Brand der Stadtgeschichte rund 200 Gebäude. Auf dem Weg nach Jena und Auerstedt im Jahr 1806 übernachtete Napoleon in der Stadt. Zwischen 1816 und 1920 gehörte die Stadt dem Großherzogtum Sachsen-Weimar-Eisenach an. 1894 wurde Auma an die Bahnstrecke Triptis–Ziegenrück angeschlossen.
Während des Zweiten Weltkrieges mussten seit 1941 70 Kriegsgefangene sowie Frauen und Männer aus der Sowjetunion, die in den Schützenhallen eine bewachte Unterkunft hatten, im Ort Zwangsarbeit leisten. Im Stadtpark wird mit einer Gedenkstätte an sie erinnert.
Im Frühjahr 1945 wurde Auma zunächst durch US-Truppen besetzt, bevor die Stadt zur Sowjetischen Besatzungszone kam und 1952 dem Kreis Zeulenroda in der DDR zugeordnet wurde.
Am 1. Juli 1950 wurden die bis dahin eigenständigen Gemeinden Gütterlitz und Untendorf eingegliedert.
Am 25. März 1994 wurden Muntscha, Zickra, Krölpa und Wenigenauma eingemeindet.
Bis zum 3. Januar 1996 war Auma ein Mitglied der Verwaltungsgemeinschaft Auma, danach gehörte die Stadt zur Verwaltungsgemeinschaft Auma-Weidatal. Am 1. Dezember 2011 schlossen sich Auma und die Gemeinden Braunsdorf, Göhren-Döhlen, Staitz und Wiebelsdorf zur Landgemeinde Stadt Auma-Weidatal zusammen.

### Einwohnerentwicklung
Entwicklung der Einwohnerzahl (ab 1994: Stand jeweils 31. Dezember): Datenquelle ab 1994: Thüringer Landesamt für Statistik
| - 1830: 1458 - 1994: 3684 - 1995: 3664 - 1996: 3634 - 1997: 3582 - 1998: 3541 | - 1999: 3469 - 2000: 3426 - 2001: 3389 - 2002: 3343 - 2003: 3289 - 2004: 3257 | - 2005: 3203 - 2006: 3173 - 2007: 3107 - 2008: 3090 - 2009: 3084 - 2010: 3033 |

## Politik

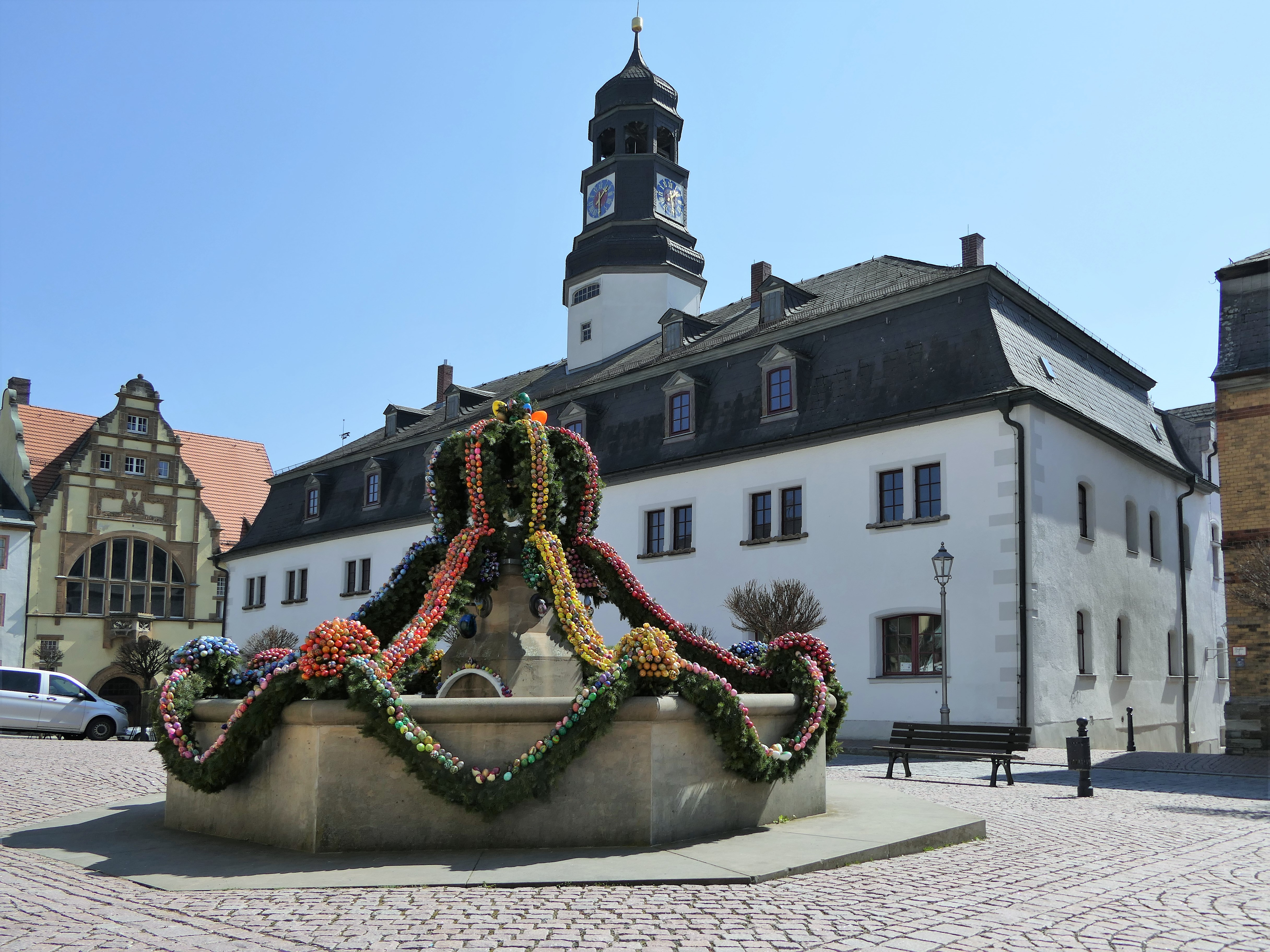
Rathaus mit Osterbrunnen

Der letzte Aumaer Stadtrat setzte sich seit den Kommunalwahlen 2009 wie folgt zusammen:
- CDU: 7 Sitze
- Gewerbeverein Auma/Sportverein Blau Weiß Auma: 5 Sitze
- Unabhängiger Bürgerverein Auma: 4 Sitze

Letzter Bürgermeister war der CDU-Politiker Gernot Purkart.

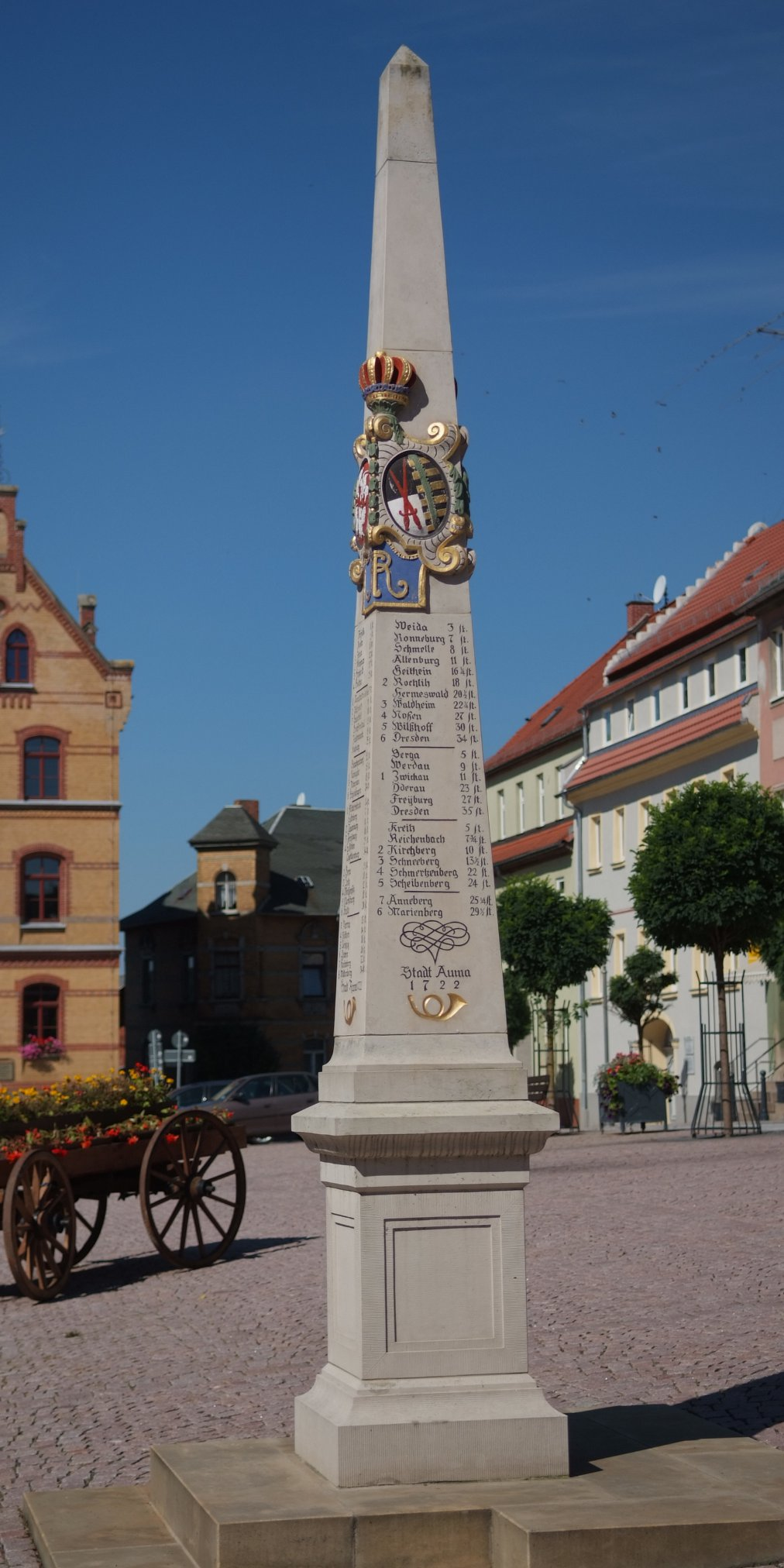
Kursächsische Postmeilensäule

## Kultur und Sehenswürdigkeiten

### Bauwerke
Bemerkenswert ist vor allem der recht große Markt mit der Nachbildung einer Kursächsischen Postmeilensäule (Originalteile von 1722 und der ersten Rekonstruktion im Rathaushof), altem Rathaus (neuerbaut 1790), neuem Rathaus (1907/08), der Franz-Kolbe-Regelschule (1900) und den Bürgerhäusern. In Vorbereitung der Feiern zum 675-jährigen Bestehen Aumas im Jahr 2006 wurde der Marktplatz aufwändig umgestaltet. Die Liebfrauenkirche südwestlich des Marktes wurde nach dem Stadtbrand von 1790 neugebaut.
Das 1885 gegründete Sophienbad war zu seiner Zeit das „erste elektrifizierte Hotel Deutschlands“ dank der direkten Anbindung ans Kraftwerk Auma. Heute befindet sich in den Gebäuden am Kesselsee ein Kinder- und Jugendheim der AWO.

## Wirtschaft und Infrastruktur

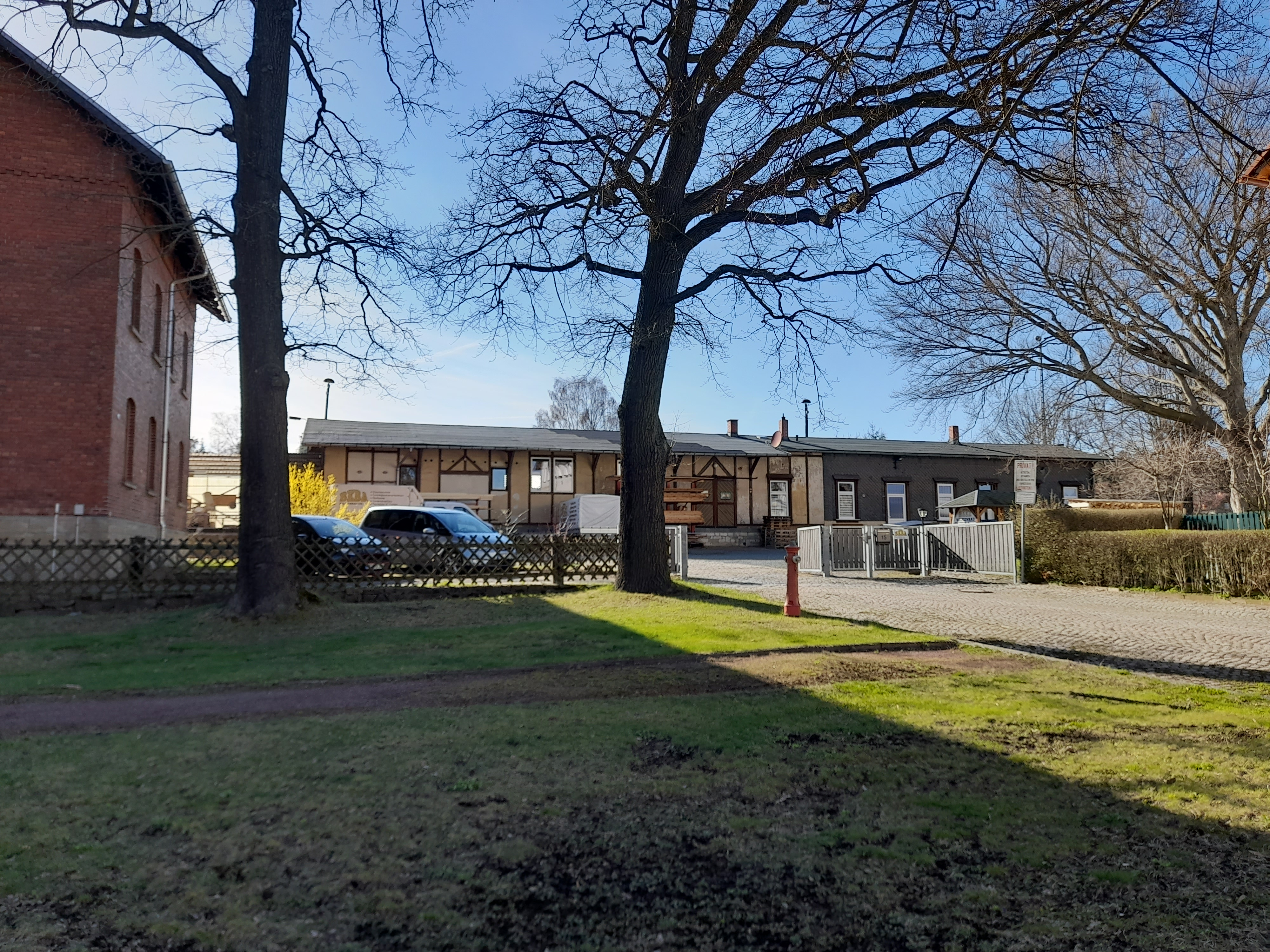
Ehemaliger Bahnhof Auma (2022)

### Verkehr
Durch die verkehrsgünstige Lage an der Bundesstraße 2 und in der Nähe der Autobahnabfahrt der A 9 in Triptis ist Auma mit dem PKW sehr gut zu erreichen. Die Bahnstrecke Triptis–Marxgrün ist stillgelegt.
Der Öffentliche Personennahverkehr wird durch die PRG Greiz und die RVG Gera mit 3 Linien bedient. Die Linie 40 verkehrt im Stundentakt zwischen Triptis und Zeulenroda und weiter nach Greiz und Reichenbach.
| Linie | Betreiber | Linienverlauf                                         | Anmerkung                 |
| ----- | --------- | ----------------------------------------------------- | ------------------------- |
| 40    | PRG       | Zeulenroda – Auma – Triptis                           | Landesbedeutsame Buslinie |
| 45    | PRG       | Zeulenroda – Merkendorf – Stelzendorf – Auma – Staitz |                           |
| 227   | RVG       | Weida – Frießnitz – Niederpöllnitz – Auma             |                           |

### Ansässige Unternehmen
Die Wirtschaft wird durch mittelständische Industrie, Handwerk und Gewerbe geprägt.

## Persönlichkeiten

### Ehrenbürger
- von 1917 bis 1934: Paul von Hindenburg (1847–1934), Generalfeldmarschall[9]

### Söhne und Töchter des Ortes
- Johann Adolph Darnstedt (1769–1844), Zeichner und Kupferstecher
- Oskar Hensoldt, (1824–1900), Kartograph
- Paul Dölz (1887–1975), Politiker (SPD), Landtagsabgeordneter in Schleswig-Holstein
- Alfred Dost (1922–1985), Wirtschaftswissenschaftler und Hochschullehrer
- Franz Köcher (1916–2002), Altorientalist und Medizinhistoriker
- Franz Ronneberger (1913–1999), Kommunikationswissenschaftler
- Ingeborg Leuthold (1925–2020), Malerin und Grafikerin
- Karl-Heinz Jügelt (1934–2023), Bibliothekar und Hochschullehrer
- Peter Schütz (1945–1997), Politiker (CDU), Mitglied des Thüringer Landtags
- Konrad Huschke (1875–1956), Musikschriftsteller, Musikwissenschaftler und Jurist

### Personen mit Bezug zu Auma
- Curt Fischer (1890–1956), Unternehmer und Designer
- Dietmar Schauerhammer (* 1955), Bobfahrer, Olympiasieger 1984 im Zweier- und Viererbob
- René Enders (* 1987), Radrennfahrer, Olympiadritter 2008 und 2012 im Bahnradfahren
- Georg Kresse (1604–1641), ein Aufständischer im Dreißigjährigen Krieg des Thüringischen Vogtlands, bekannt als Bauerngeneral, der in Auma erschossen wurde.

## Sonstiges
In Auma und Neudietendorf wurden 1912 die beiden ersten Thüringer Selbstwählvermittlungsanlagen für den Fernsprechverkehr (zunächst nur Ortsnetz) in Betrieb genommen.